# Mozy
Mozy — интерактивный инструмент для резервного копирования. Данный сервис позволяет пользователям как Windows, так и Mac производить резервное копирование своих данных на серверах Mozy. Хотя первоначально инструмент был выпущен в качестве продукта для конечных пользователей, Mozy позже выпустила программу удаленного резервного копирования для предприятий, получившую название MozyPro.
Mozy в настоящее время предлагает три версии для резервного копирования: MozyFree, MozyHome и MozyPro.
MozyFree позволяет пользователю создать резервную копию 2 ГБ данных на расстояние, для двух компьютеров (имеется в виду другие версии Mozy дающие пользователям бесплатные дополнительные 0,25 ГБ дискового пространства). MozyHome допускает неограниченное количество копий с одного компьютера. Версия MozyPro, является представителем бизнес-класса программного обеспечения резервного копирования Mozy.
Mozy имеет возможность создать резервную копию нескольких типов файлов, таких как закладки, документы и электронные письма сразу, а не заставлять пользователя выбирать отдельные файлы или папки. Mozy также имеет возможность для резервного копирования заблокированных файлов, таких как файл Outlook.pst. Это позволяет создавать резервные копии файлов, которые находятся в использовании, предлагая пользователям почти непрерывную защиту от потери данных.